# TS Entertainment
TS Entertainment (auch bekannt als TS ENTER (티에스이엔티이알)) ist ein südkoreanisches Musiklabel, das 2008 von Kim Tae-song gegründet wurde. Das Unternehmen betreut die Gruppen Secret, B.A.P und das Hip-Hop-Duo Untouchable.

## Geschichte
TS Entertainment wurde im Oktober 2008 von Kim Tae-song gegründet. Als erste Gruppe nahm das Label Untouchable unter Vertrag, sie debütierten im selben Monat mit der Single It's Okay. Im Oktober 2009 debütierte die vierköpfige Girlgroup Secret unter TS Entertainment. Am 13. Oktober 2009 wurde Secrets Debüt-Single I Want You Back veröffentlicht.
Im Juli 2011 etablierte TS Entertainment sich außerhalb Südkoreas durch die Gründung von TS Japan in Tokio, Japan. Im Januar 2012 debütierte die sechsköpfige Boygroup B.A.P unter TS Entertainment. Die Mitglieder wurden in der Show Ta-Dah, It's B.A.P vorgestellt, die am 8. Januar 2012 von auf SBS MTV Korea ausgestrahlt wurde.
Im Mai 2014 stellte TS Entertainment das erste Mitglied der neuen Girlgroup SONAMOO vor, die 19-jährige Nahyun. Sie spielte bereits in B.A.P.s Musikvideo zu 1004 (Angel) und in der OCN-Serie Ghost-Seeing Detective Cheo-Yong mit. Im Juli 2014 stellte TS Entertainment das zweite Mitglied vor, die 17-jährige Choi Yoon Sun, die den Künstlernamen New Sun trägt. Sie spielte in Bang & Zelo's Musikvideo von Never Give Up und I Do I Do von Secret mit. Im Oktober 2014 folgte die 19-jährige Eui Jin, im November D.ana.